# Karl Wilhelm Philipp Bockwitz
Karl Wilhelm Philipp Bockwitz (* 12. November 1784 in Grebenstein; † 22. September/23. September 1857 in Kassel) war ein deutscher Verwaltungsbeamter.

## Leben
Bockwitz war der Sohn des Advokaten Andreas Philipp Bockwitz (1746–1808) aus Grebenstein und dessen Ehefrau Anna Franziska Christine Stückerath (1758–1829). Er heiratete um 1809 in Grebenstein Maria Christina Hildewig (1785–vor 1830), die Tochter des Oberrentmeisters in Grebenstein, Johann Georg Hildwig (1736–1805).
Bockwitz studierte ab 1801 in Göttingen und ab 1803 in Marburg Rechts- und Staatswissenschaften. Am 15. November 1805 wurde er als Advokat bei den Ämtern Grebenstein und Hofgeismar zugelassen. Am 18. April 1807 wurde er zugleich Aktuar beim Stadtgericht Grebenstein.
Im Königreich Westphalen war er 2. Stellvertreter des Friedensrichters in Grebenstein und Notar in Grebenstein. 
Ab dem 25. März 1814 war er im Kurfürstentum Hessen Stadt- und Amtsaktuar in Grebenstein. Zum 18. Februar 1818 wurde er zum Justizbeamten in Volkmarsen ernannt. Vom 19. September 1821 bis 1832 war er Kreisrat in Witzenhausen. Am 19. April 1832 wechselte er als Kreisrat in den Kreis Kassel. Dort war er ab dem 18. Januar 1849 erster Verwaltungsbeamter. Am 5. Januar 1849 wurde er im Rang eines Regierungsrates pensioniert.